# Hikaru Kitagawaová
Hikaru Kitagawaová (japonsky 北川 ひかる, * 10. května 1997 Kanazawa) je japonská fotbalistka.

## Reprezentační kariéra
Za japonskou reprezentaci v roce 2017 odehrála 5 reprezentačních utkání.

## Statistiky
| Japonsko | Japonsko | Japonsko |
| Roky     | Záp.     | Góly     |
| -------- | -------- | -------- |
| 2017     | 5        | 0        |
| Celkem   | 5        | 0        |

## Úspěchy

### Reprezentační
- Mistrovství světa do 20 let:  2016
- Mistrovství světa do 17 let:  2014